# Reggio Emilia Approach
Il Reggio Emilia Approach è un tipo di approccio pedagogico per la scuola dell'infanzia e non, nato e sviluppato in Italia grazie a Loris Malaguzzi (1920 – 1994), negli anni successivi alla seconda guerra mondiale.
Gli assunti principali sono che il bambino è un "soggetto di diritti" e produttore di conoscenza e che il processo di apprendimento avviene autonomamente, all'interno di una rete di relazioni sociali tra il bambino, gli educatori e la famiglia.
I principi su cui si basa l'approccio sono:
- I bambini sono costruttori attivi delle proprie conoscenze, guidati dai propri interessi;
- La conoscenza di sé e del mondo avviene e passa attraverso le relazioni con gli altri;
- I bambini sono comunicatori: posseggono "100 linguaggi";
- Gli adulti sono aiutanti e guide nel processo di apprendimento.

## Storia
Al termine della seconda guerra mondiale, nella città di Reggio Emilia, la comunità ed in particolare i genitori e gli educatori avvertivano la necessità di far passare lo spirito di ricostruzione e rinascita anche attraverso l'istruzione e l'educazione dei fanciulli. Loris Malaguzzi si fece portavoce e guida del fervore generale che portò alla creazione e allo sviluppo di un nuovo sistema educativo per bambini piccoli.
La prima scuola comunale per l'infanzia fu costruita nel 1963 da un gruppo di genitori volontari, con fondi ricavati dalla vendita di un carro armato, tre autocarri e sei cavalli lasciati dai militari tedeschi in fuga. La gestione fu affidata a dei volontari, perché non esistevano ancora delle figure professionali ufficiali per la prima infanzia secondo la legislazione italiana. Da allora, il coinvolgimento dei genitori nel processo educativo e d'apprendimento dei bambini è stato sempre parte fondamentale del Reggio Approach.
Fino al 1968, infatti, non ci furono leggi statali relative all'educazione, all'istruzione e alla costruzione di scuole per bambini da 0 a 6 anni. Le prime scuole materne di Reggio Emilia furono inserite nel piano urbanistico di ricostruzione del dopoguerra, oltre che nel piano di rinnovamento e rilancio sociale: furono subito intese come un servizio di supporto alle famiglie in difficoltà e alle donne che necessitavano di lavorare.
Il boom economico che favorì la ripresa italiana dalla fine degli anni settanta a tutti gli anni ottanta e le leggi volte a regolamentare l'istruzione permisero poi l'ulteriore sviluppo del nuovo progetto educativo: nel 1971, grazie al beneplacito del giovane sindaco Renzo Bonazzi, furono aperti i primi asili nido, in lieve anticipo rispetto alla legislazione nazionale sugli asili nido, che passò nel dicembre di quell'anno. 
Alla fine degli anni settanta a Reggio Emilia erano presenti 19 scuole materne paritarie, 7 scuole materne statali e 3 scuole materne delle opere di carità; il comune, invece, gestiva già 20 scuole materne e 11 asili nido.
Nell'arco di questo decennio furono tenuti incontri e seminari di portata nazionale, a conferma del fatto che questo innovativo approccio stava espandendosi oltre i confini della cittadina reggiana. Anche Gianni Rodari volle dare il suo contributo allo sviluppo metodologico, con un ciclo di seminari tenuti per insegnanti e bambini, nel 1972, le cui lezioni furono raccolte nella sua “Grammatica della Fantasia”.
All'inizio degli anni ottanta nacque il primo nucleo dell'attuale Istituzione Scuole e Nidi d'Infanzia, per gestire la rete di servizi educativi offerti alle famiglie, mantenendo integri i tratti distintivi dell'approccio. Il 1981 è l'anno in cui fu inaugurata la mostra permanente “L'occhio se salta il muro - Ipotesi per una didattica della visione”, nella quale vennero esposti sotto forma di elaborati e progetti di asili nido e scuole d'infanzia l'esperienza applicativa e di ricerca dell'approccio reggiano. Gli autori erano i bambini, ma anche educatori, cuochi, atelieristi, pedagogisti e lo stesso Loris Malaguzzi. Negli anni successivi, con integrazioni e miglioramenti, la mostra assunse il nome di I cento linguaggi dei bambini e, dopo essere stata esposta nel Moderna Museet di Stoccolma, inizia un lungo viaggio internazionale, arrivando anche oltreoceano dopo il 1987. Tutto ciò ha dato avvio ad una enorme rete di relazioni, scambi e confronti di esperienze educative, sui metodi didattici e la costruzione dell'apprendimento.
Verso la fine degli anni ottanta, la rete di servizi comprendeva più di venti istituti e vedeva l'aumentare progressivo della domanda di servizi da parte della comunità. Tuttavia, i tagli effettuati sui finanziamenti statali a favore degli Enti locali provocarono difficoltà economiche alle istituzioni educative reggiane. La difficoltà fu affrontata generando il “Progetto Infanzia”, che riuniva al suo interno tutte le scuole materne e gli asili nido presenti sul territorio, e incrementando il numero degli asili nido a gestione cooperativa. Anche negli anni successivi, l'incremento demografico non ha costituito un ostacolo per l'organizzazione e la gestione degli spazi educativi.
Gli anni novanta hanno visto il riconoscimento del livello di avanguardia delle scuole reggiane così come dell'approccio pedagogico da parte della comunità internazionale di esperti: nel 1991, la rivista Newsweek citò la scuola dell'infanzia “Diana” come “l'istituzione più all'avanguardia nel mondo rispetto all'educazione dell'infanzia”.

Nel 1994 fu fondata l'associazione internazionale "Amici di Reggio Children", per volere dello stesso Loris Malaguzzi e di un comitato di cittadini, che promuoveva la difesa dei diritti dei bambini, l'organizzazione di eventi culturali anche di portata internazionale e per la diffusione dell'approccio educativo nato trent'anni prima, oltre che a fungere da supporto strutturale per le istituzioni comunali.
Negli stessi anni e negli anni successivi, il Reggio Emilia Approach ha avuto diffusione globale ed è stato adottato soprattutto in America. Nel 2002, ad esempio, è nata l'organizzazione North American Reggio Emilia Alliance.
Allo stato attuale, gli scambi sono attivi con Albania, Bosnia, Kenya, Kosovo, Cuba, Macedonia, Palestina, Senegal, Sahrawi, Serbia e Nepal. Infatti , l'intensità raggiunta da tali relazioni internazionali, ha portato nel 2006 alla fondazione di un Network Internazionale e all'apertura del centro internazionale "Loris Malaguzzi", luogo dedicato interamente alla cultura e alla ricerca che ospita: Reggio Children, il Centro Documentazione e Ricerca educativa, l'Auditorium Annamaria e Marco Gerra, lo spazio espositivo Marco Gerra, l'Atelier Raggio di Luce, il Centro Internazionale Scuole d'Infanzia e Primarie, lo Spazio di Ricerca e Innovazione.

## Filosofia

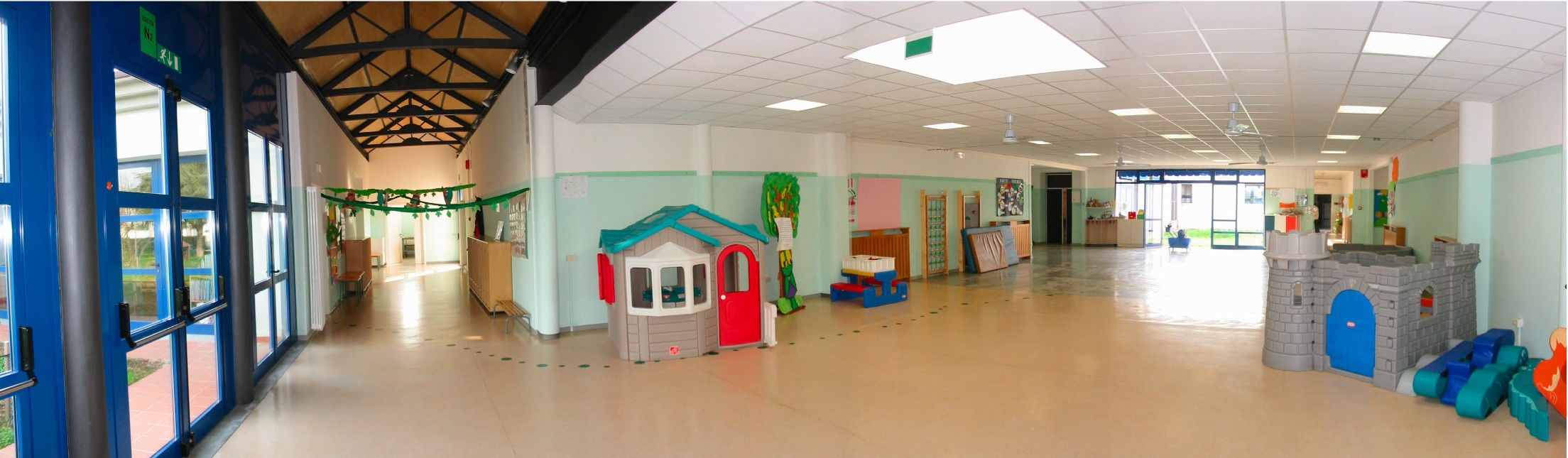
La "piazza": spazi comuni nella scuola per l'infanzia

Il Reggio Emilia Approach si basa sul bambino come portatore di diritti e di bisogni, sulle sue potenzialità, sulla sua capacità di costruzione della conoscenza.
In questo approccio non vi è una metodologia predefinita: si stabiliscono degli obiettivi finali, ma si procede per pianificazioni successive, riconsiderazioni di idee e degli obiettivi di comunicazione. Al bambino non vengono imposte delle strategie o delle metodologie per acquisire conoscenza: esso è libero di scegliere il percorso che più si confà alle proprie esigenze di apprendimento, coadiuvato dagli educatori nel suo svolgimento.
È un approccio diverso dall'attuale sistema educativo - scolastico, in cui la scuola è concepita e percepita come luogo fisico dove si svolgono programmi didattici volti alla trasmissione di conoscenze, per gradi, ai bambini da parte degli adulti.
Il punto da cui parte Malaguzzi è: “Quello che i bambini imparano non è il risultato automatico di quello che viene loro insegnato. Piuttosto, è dovuto in gran parte al fare proprio dei bambini come una conseguenza delle loro attività e delle nostre risorse”.

### Il bambino
Il bambino, secondo Loris Malaguzzi, è portatore e creatore di conoscenza allo stesso tempo: è fondamentale, quindi, lasciarlo libero di interagire con l'ambiente circostante, ascoltare i suoi pensieri e le sue riflessioni, coglierne il senso e stimolare l'ulteriore approfondimento dei suoi oggetti di interesse. È il bambino il protagonista e direttore del proprio percorso di apprendimento. Qui si trova la differenza con il tradizionale metodo di educazione ed istruzione, dove i bambini sono ricettori passivi delle “conoscenze” che i docenti trasmettono loro. L'approccio reggiano, invece, ha come base l'idea che la conoscenza vada costruita: in tal senso, non è un'idea completamente nuova, poiché se ne possono tracciare le linee fin dal secolo dei Lumi e, a seguire, nei discorsi più strettamente legati alla psicologia cognitiva di Jean Piaget del XX secolo. Il metodo d'apprendimento dei bambini è spontaneo e naturale: conoscono le cose del mondo venendo a contatto con esso, compiendo azioni e operazioni mentali di conferma, verifica o confutazione.
Tale linea di pensiero si direbbe “costruttivista” ed il carattere di innovazione che ancora riveste, fa sì che sia poco adottata all'interno dei sistemi educativi attuali.
Inoltre, il bambino è considerato un “soggetto di diritti”: oltre al già menzionato diritto alla costruzione della propria identità e delle proprie conoscenze, ha diritto all'assistenza e alla guida da parte degli adulti, i quali dovranno essere pronti a “espandere tutte le loro potenzialità valorizzando le capacità di socializzare, raccogliendo affetto e fiducia e appagando i loro bisogni e desideri di apprendere”.
La differenza con la teoria di Piaget, costruttivista anch'ella, è nel fatto che il bambino non è più visto come un costruttore di conoscenza isolato, i cui processi cognitivi sono attivati dalle sole interazioni con gli oggetti, ma come dotato di gran potenziale, attivato dall'interazione con gli oggetti, con l'ambiente, con gli adulti e con gli altri bambini.
L'interazione sociale fra bambini, inoltre, è favorita dall'incentivazione alla discussione sui problemi che essi incontrano nella vita quotidiana e che li chiamano a riflettere e a compiere scelte, non solo organizzative, ma che rientrano anche nel campo dell'affettività: “in questo modo ampliamo il network delle comunicazioni, facendo familiarizzare i bambini con diversi metodi di comunicazione e supportando le azioni e gli scambi fra gli individui e il gruppo”.
Per far in modo che l'apprendimento sia basato sulle relazioni, però, l'approccio reggiano consiglia di lavorare con classi di piccoli gruppi, in modo da favorire scambi complessi e l'autoregolazione tra tutti i bambini e da selezionare le attività più adatte e congruenti ai loro bisogni e desideri.
In generale, il bambino si trova al centro di una particolare combinazione di attenzioni: ai legami affettivi stabiliti ed alle attività cognitive individuali all'interno delle relazioni sociali.

### I genitori
In questo approccio, anche i genitori sono considerati parte attiva della formazione dei bambini. L'idea, spiegava Malaguzzi, è che ci sia una triade bambino–insegnante-famiglia alla base dell'educazione. La scuola è un luogo vivibile, dove si possano costruire relazioni, fare ricerca, riflettere e imparare e, soprattutto, stare bene, generando equilibrio e interrelazioni tra insegnanti e bambini, bambini e famiglie, famiglie e insegnanti.
I genitori vengono invitati a confrontarsi tra di loro e con gli educatori riguardo alle difficoltà e ai segnali negativi dell'ambiente circostante i bambini, oltre che a stabilire insieme quali obiettivi prefissarsi e in che modi raggiungerli. Inoltre, ad essi viene chiesto di partecipare a meeting oppure all'organizzazione di attività, all'allestimento degli spazi e all'accoglienza dei nuovi bambini.
L'apprendimento può svolgersi ovunque: se i bambini non smettono mai di imparare, allora i genitori saranno coinvolti anche nelle escursioni e nelle gite. Si possono far visitare i loro luoghi di lavoro, o anche palestre, piscine, campi da gioco. La dimensione affettiva fornisce un valore aggiunto alle esperienze compiute dai più piccoli.

### Gli insegnanti

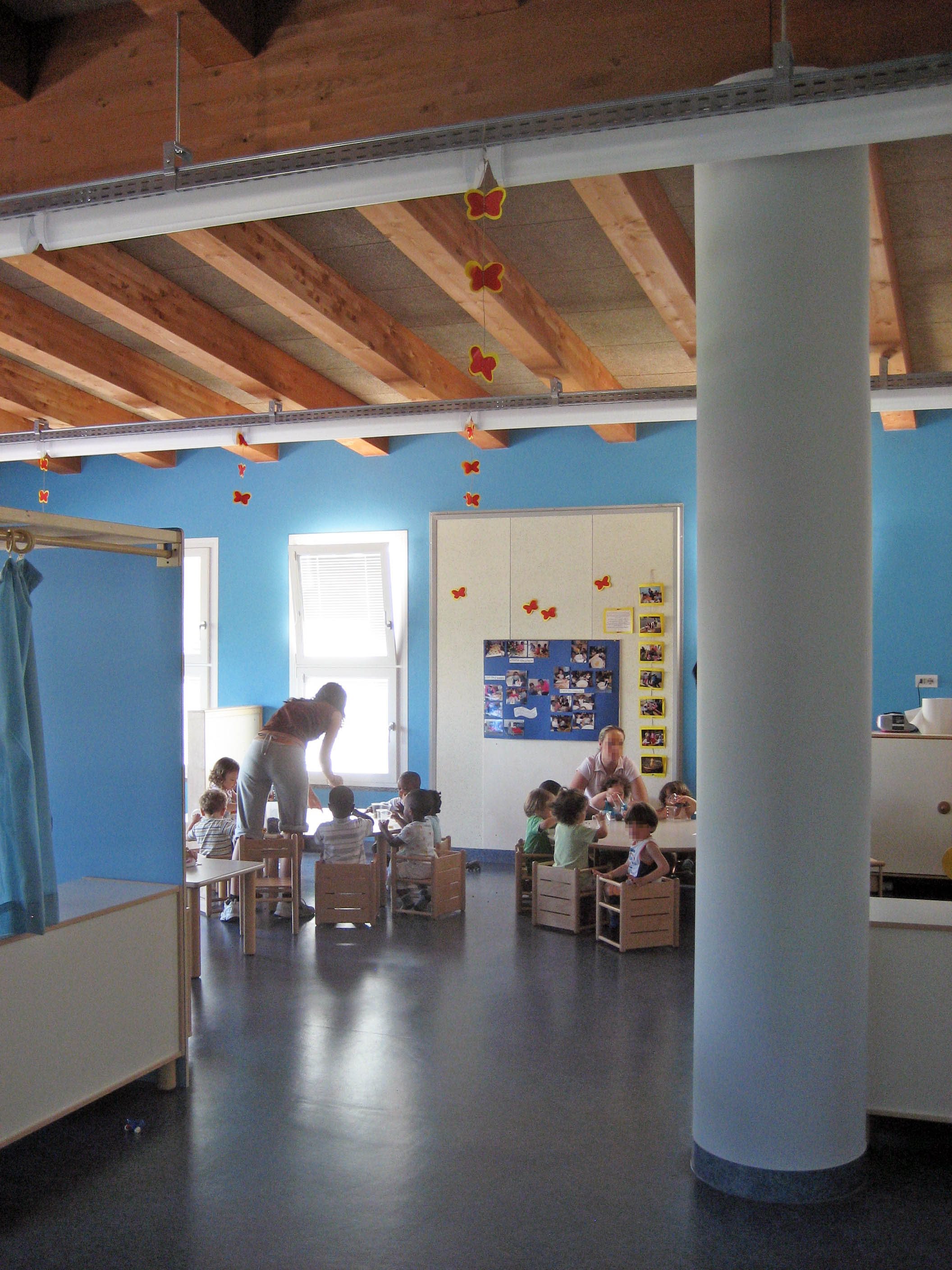
Insegnanti e bambini in classe all'asilo nido

Se il bambino è costruttore della propria conoscenza, il ruolo dell'insegnante sarà molto simile a quello di un aiutante, addirittura un “co-apprendista”. Il Reggio Emilia Approach vede la figura dell'educatore come colui (o colei) che accompagna il bambino nei suoi processi di scoperta e apprendimento, incoraggiando scambi, riflessioni e considerazioni.
La formazione dell'insegnante non avviene soltanto all'esterno in un percorso prestabilito ma, insieme ai bambini, anche gli educatori che adottano l'approccio reggiano, sentono il bisogno di una costante crescita e formazione: riflessioni e considerazioni vengono sempre analizzati per produrre ulteriori sviluppi e nuove proposte. Inoltre, la formazione di questi educatori è basata, oltre che sulle conoscenze tecniche, anche dalle esperienze relazionali sul campo: è quindi richiesto loro di imparare a non insegnare ai bambini di più di quel che riescono ad imparare da soli e di non esprimere giudizi affrettati.
L'educatore, quindi, si ritrova insieme al bambino “all'interno della situazione di apprendimento” e per questo gode di un punto di vista privilegiato che gli consente di osservare, porre domande, osservare e guidare tramite suggerimenti. In questa situazione, l'educatore è anche ricercatore: le esperienze svolte dai bambini entrano a far parte della documentazione raccolta. Questo processo di raccolta svolge tre funzioni: aiuta i bambini a tenere una “memoria visiva” di quello che hanno fatto, aiuta gli insegnanti a tener traccia dello sviluppo del processo di apprendimento per migliorare ed espandere le idee progettuali e aggiorna costantemente i genitori su quel che avviene all'interno della scuola.
Nell'idea di scuola di Loris Malaguzzi, gli insegnanti sono affiancati da pedagogisti e lavorano in coppia per ogni classe, in modo da coordinarsi nelle attività: un insegnante propone e aiuta nello svolgimento, mentre un altro osserva, prende nota di quel che accade ed esamina reazioni e considerazioni dei bambini. Inoltre programmano degli incontri con le famiglie a cadenza bisettimanale o mensile, a seconda delle esigenze riscontrate nell'osservazione dei piccoli.

## L'ambiente-scuola

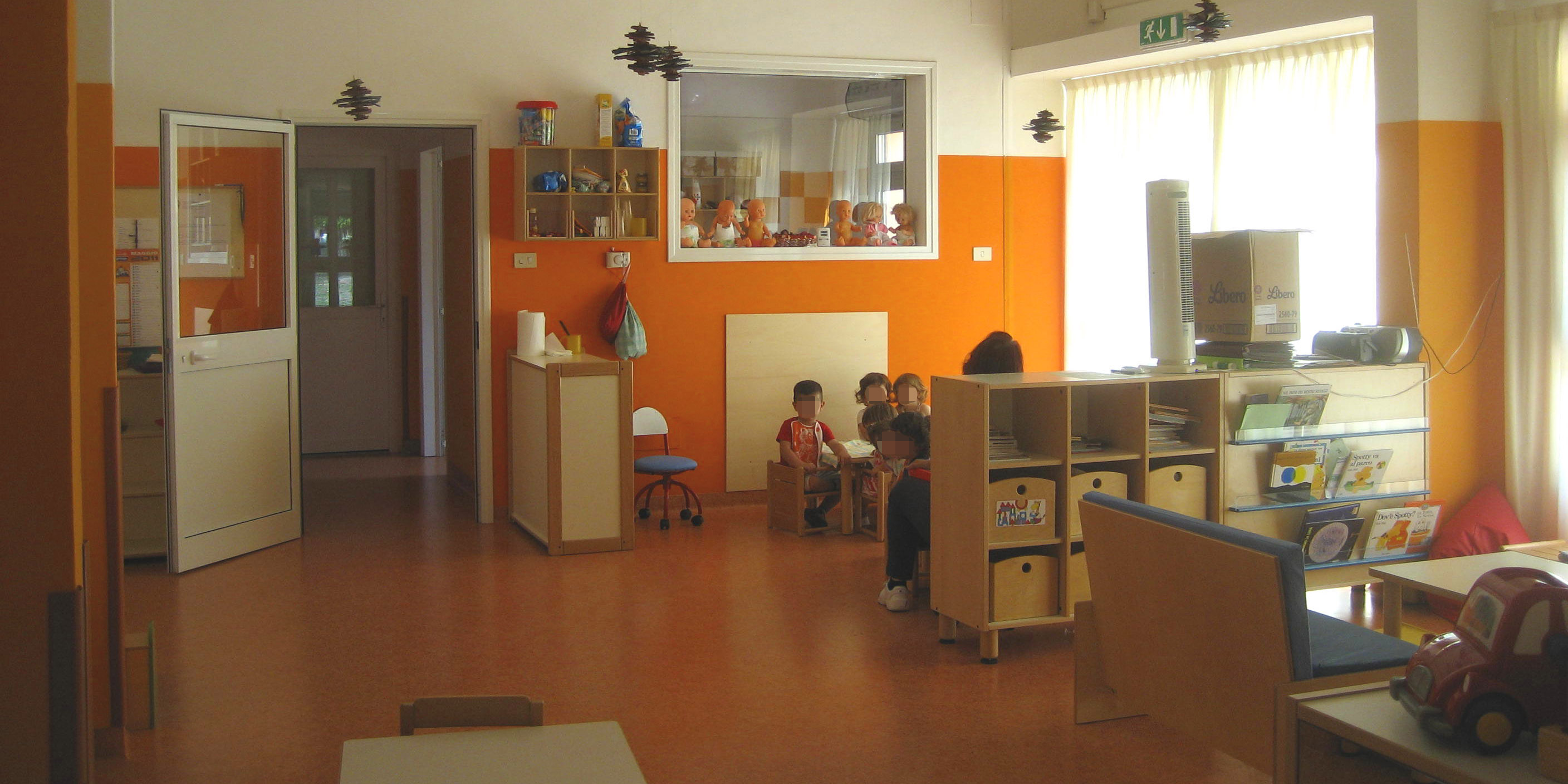
L'aula delle attività

Anche l'ambiente in cui si fa scuola è parte fondamentale di questo tipo di approccio. Malaguzzi descrive il modo in cui i centri per l'infanzia dovrebbero ricreare uno spazio che favorisca i movimenti e gli scambi con gli altri e con l'ambiente circostante in modo indipendente; l'obiettivo, in ogni caso, è organizzare gli spazi per far sì che essi siano piacevoli, amabili, che facciano sentire a proprio agio bambini, educatori e genitori.
Si parte da una sala d'ingresso, che informa e offre documentazione riguardo alla struttura e alle attività della scuola; da qui si ha accesso alla sala da pranzo, con la cucina a vista e alla “piazza” centrale, che è il principale luogo per giochi, apprendimento, scambi e attività, le quali continuano anche all'interno delle aule. Le aule sono in una posizione di connessione, ma non presenti immediatamente alla vista, con la piazza e vengono utilizzate per le attività in gruppi medi e piccoli; al loro interno sono ulteriormente suddivise, per offrire ai bambini uno spazio dove sono presenti gli insegnanti ed uno dove possano stare da soli.
Inoltre, è presente uno spazio innovativo, “l'atelier”, che assurge a laboratorio scolastico, un luogo dove si può sperimentare e dove prendono vita progetti che coinvolgono i linguaggi dei bambini (verbali, non verbali, visivi, tattili, uditivi e le combinazioni da essi derivanti). Possono essere anche presenti, accanto alle aule, dei mini atelier, dove i lavori progettuali possono proseguire.
Ancora, in una scuola che adotta questo approccio, si possono trovare sale archivi contenenti collezioni musicali e audiovisive, oggetti realizzati dai bambini, ma anche da insegnanti e genitori; le pareti di tutta la scuola parlano delle attività che vi si svolgono e della sua storia, perché si prestano ad ospitare mostre temporanee e permanenti.

### Ulteriori letture
- Catalogo della mostra I cento linguaggi dei bambini, Reggio Children, 2008 (ed. originale 1996).
- Istituzione comunale Scuole e Nidi d'Infanzia, The Wonder of Learning. The hundred languages of children, Reggio Children, 2011.
- Project Zero, Reggio Children, Making learning visible. Children as individual and group learners, Reggio Children, 2001.